# سديم دمبل الصغير

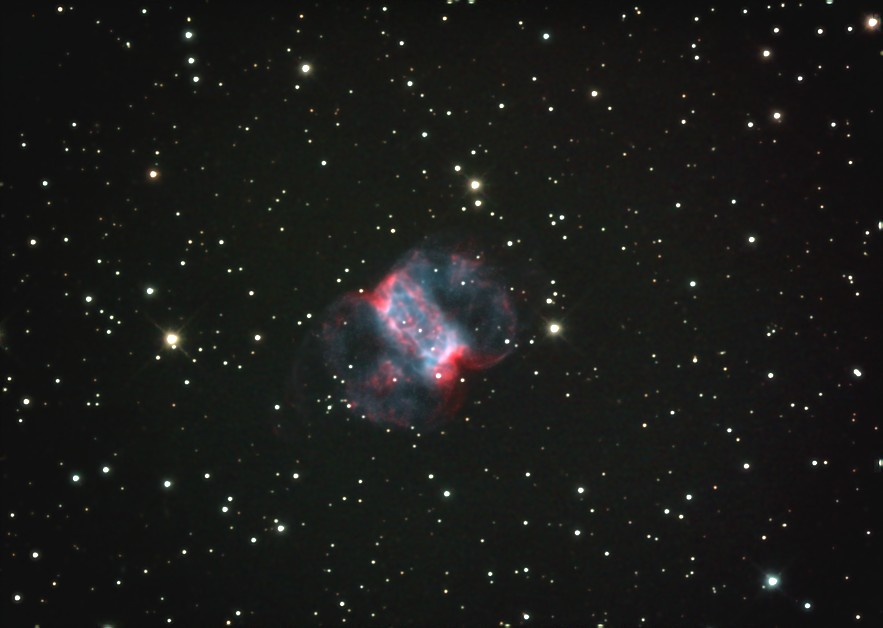
سديم دمبل الصغير

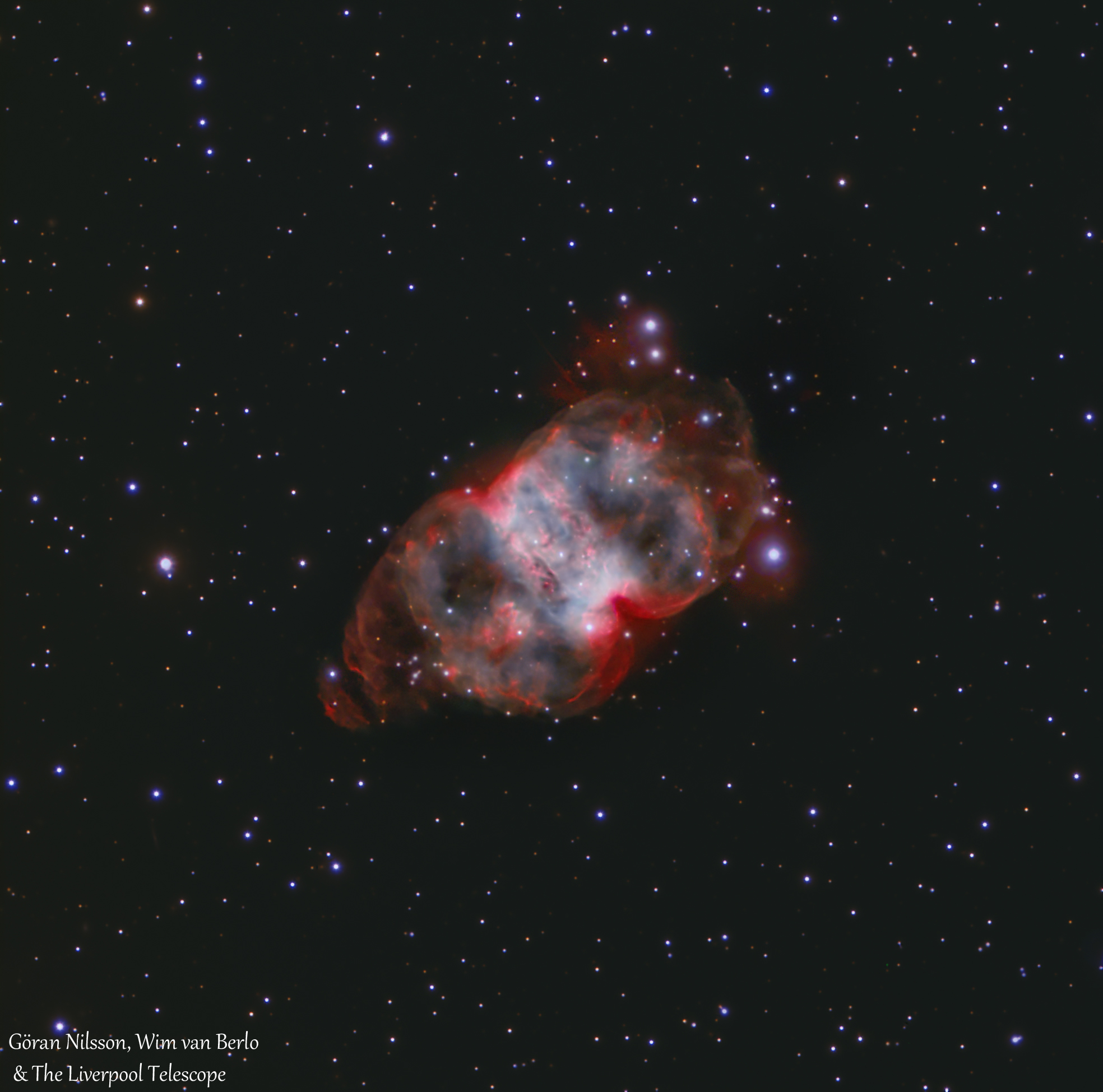
سديم دمبل الصغير

سديم الفراشة أو سديم دمبل الصغير أو مسييه 76 (بالإنجليزية: Little Dumbbell Nebula)‏ (له عدة أسماء، سديم الفلينة Cork H و سديم باربل Barbell) سديم من النوع الكوكبي ويقع ضمن كوكبة حامل رأس الغول ويبعد م مسافة تقدر بحوالي 3,400 سنة ضوئية عن الأرض. اكتشفه بيير ميشان عام 1780. يعد من أكثر أجسام فهرس مسييه ضعفا. وقد أعطى رقمان idididdNGC حيث كان الاعتقاد انه سديم مزدوج بمكونين متصلين ببعضهما البعض, هذه كانت فرضية وليام هيرشيل.

## اقرأ أيضا
- سديم عين القط
- سديم القلم
- سديم العنكبوت
- مستعر أعظم فيلا
- الكوثل أ